# 재일 터키인

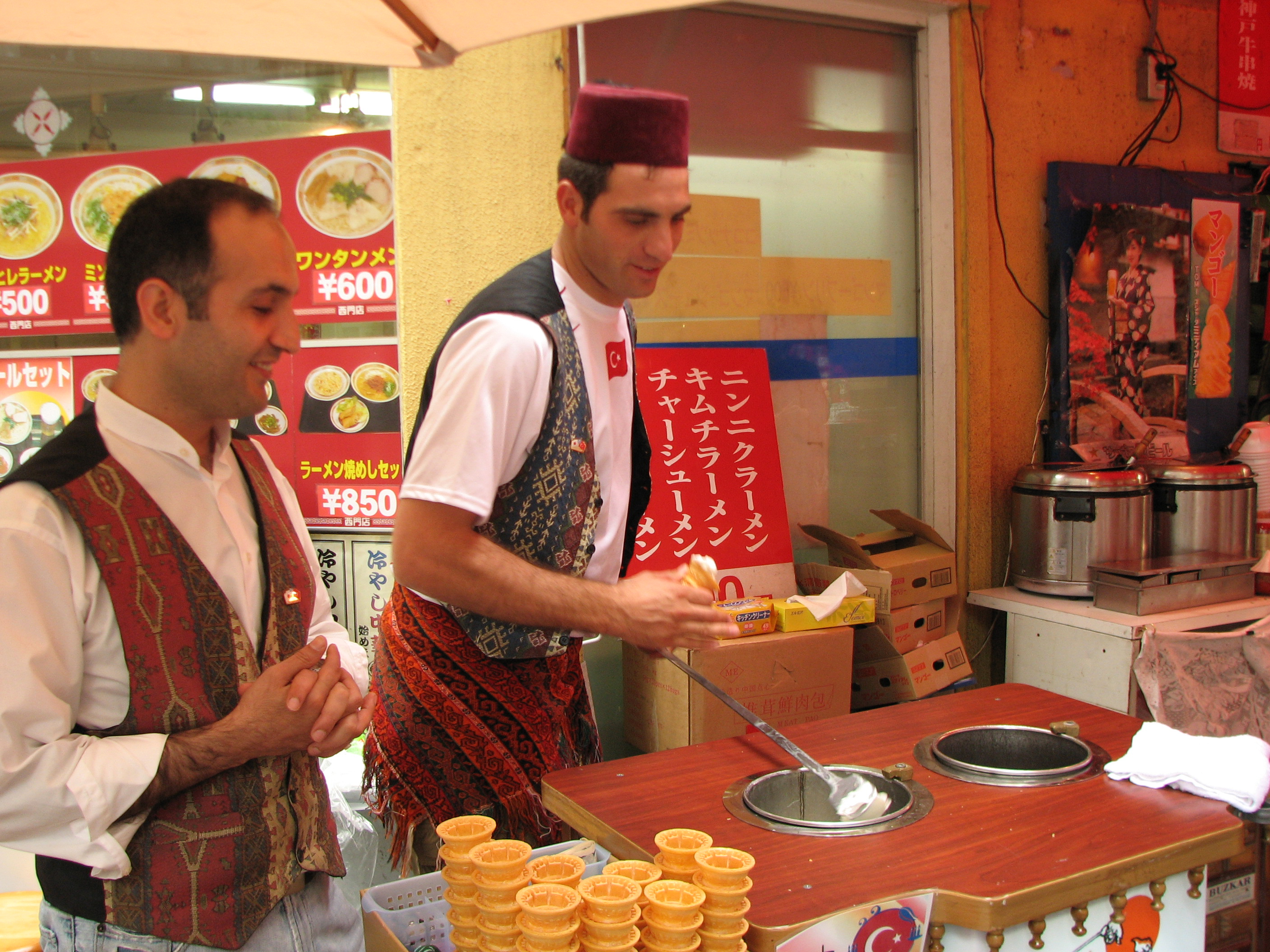
재일터키인

재일 터키인(일본어: 在日トルコ人 자이니치 도루코진[*])은 일본에서 거주하고 있는 튀르키예인들을 말한다. 20세기초에 상당 수의 볼가 타타르족(Volga Tatars)들이 특히, 카자흐스탄, 러시아 그리고 일본에 이주를 오기 시작했다. 이들은 문화와 언어를 잘 지키면서 살아왔으나, 1950년대에서는 그들이 정식으로 터키국적을 얻게 된후 귀국하게 되면서 그 수가 차츰 줄어들기 시작하여 2005년에는 2,275명 정도로까지 줄어들었다. 일본내 타타르족들은 1935년에 고베에 처음으로 일본내 첫 모스크(mosque)와 학교를 설립하였고, 1938년에는 도쿄에 또 다른 모스크를 만들었다. 일본내 터키계 커뮤니티가 예전에 수적으로 줄어들기는 하였으나, 2000년에는 '도쿄 자미 & 터키문화센터'(Tokyo Camii & Turkish Culture Center)를 건립하는 등 왕성한 커뮤니티 활동을 하고 있다.

## 같이 보기
- 일본의 민족문제
- 재일외국인
  - 재일조선인 / 재일 한국인
  - 재일중국인 / 재일대만인
  - 재일몽골인
  - 재일필리핀인